# Peter Wallenberg (född 1959)

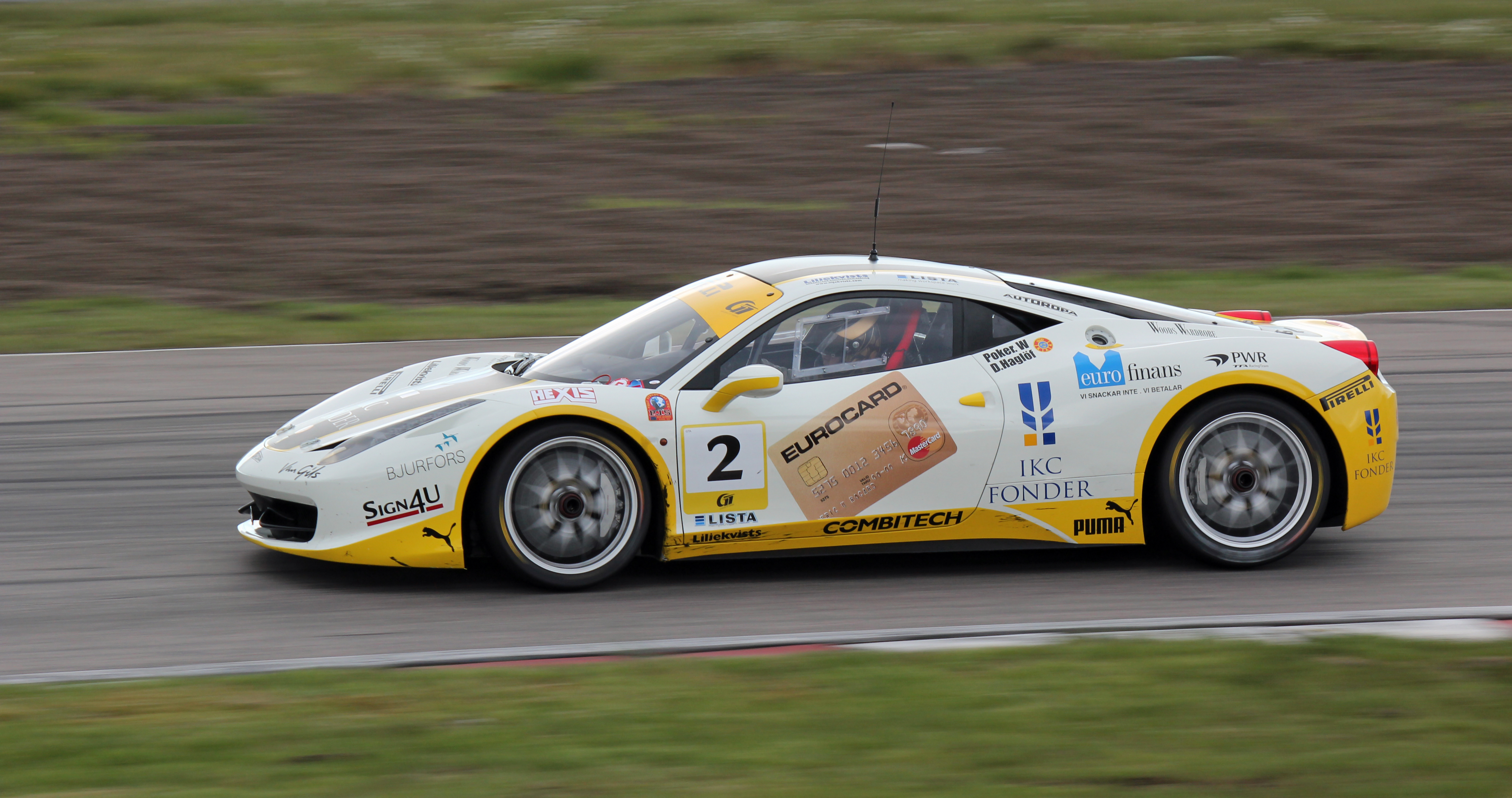
Poker Wallenberg körande en Ferrari 458 Challenge i Swedish GT Series på Anderstorp Raceway 2012.

Peter Åke Wallenberg, född 8 maj 1959 i Nyköpings Sankt Nicolai församling, Södermanlands län, är en svensk näringslivsperson. 

## Familj
Wallenberg, som har smeknamnet Poker, är yngste son till Peter Wallenberg och Suzanne Fleming, född Grevillius, samt bror till Jacob Wallenberg.

## Utbildning
Wallenberg har en internationell studentexamen vid American School Leysin i Schweiz. Därefter studerade han vid University of Denver, där han blev Bachelor of science and business administration med inriktning på hotellverksamhet.

## Karriär
Peter Wallenberg är engagerad inom bland annat verkstadsindustrin, private equity och hotellbranschen som styrelseledamot i Atlas Copco, Scania och EQT samt styrelseordförande för Grand Hôtel i Stockholm. Innan han utsågs till styrelseordförande var han under åren 1994–2006 verkställande direktör för Grand Hôtel.
Wallenberg är vidare racerförare och ordförande i Kungliga Automobilklubben. 2012 grundade han PWR Racing tillsammans med Daniel Haglöf. 2017 tog han initiativet till Poker Racing for Charity som stöttar välgörenhetsorganisationer.
Den 2 juli 2008 var han värd för Sommar i Sveriges Radio P1.
Walleberg är styrelseordförande i Knut och Alice Wallenbergs Stiftelse, Marianne och Marcus Wallenbergs Stiftelse, Berit Wallenbergs Stiftelse, Tekn. dr Marcus Wallenbergs Stiftelse för utbildning i internationellt industriellt företagande, Marcus Wallenbergs Stiftelse för internationellt vetenskapligt samarbete, Ekon. dr Peter Wallenbergs Stiftelse för ekonomi och teknik, Stiftelsen för ekonomisk historisk forskning inom bank och företagande, Ekon. dr Peter Wallenbergs Stiftelse för entreprenörskap och affärsmannaskap samt Wallenberg Foundations AB.

## Utmärkelser och ledamotskap
- H.M. Konungens medalj av guld i 12:e storleken med Serafimerordens band (2011)
- Ledamot av Kungl. Ingenjörsvetenskapsakademiens avdelning för utbildning och forskning (2015)
- Ledamot av Gastronomiska Akademien (2016)
- Hedersdoktor vid Linköpings universitet (2019)[3]
- Hedersledamot av Kungl. Ingenjörsvetenskapsakademien (2019)[4]